# 상카라주의
상카라주의(프랑스어: Sankarisme, 영어: Sankarism)는 서아프리카의 내륙국 부르키나파소의 정치군인 토마스 상카라에 의해 구상된 이념이다. 게바라주의와 포코 이론에서 큰 영향을 받았으며, 토마스 상카라는 1983년 혁명을 일으켜 오트볼타를 전복하고 국호를 부르키나파소로 바꾸었으며, 1987년 블레즈 콩파오레의 쿠데타로 살해당할 때까지 4년간 국가를 통치했다.

## 같이 보기
- 부르키나파소의 역사
- 제리 롤링스